# Liushi Shan
Der Liushi Shan ist der höchste Berg der Kunlun-Bergkette an der Grenze der autonomen Gebiete Xinjiang und Tibet. Andere Bezeichnungen für den Berg sind: Aksai Chin I, Liushi Feng, Kunlun I oder Kunlun Goddess.
Der Liushi Shan liegt im westlichen Abschnitt des Kunlun. Der vergletscherte Berg besitzt eine Höhe von 7167 m. Die Ost- und Westflanke des Liushi Shan werden nach Süden zum abflusslosen See Aksai Chin entwässert. Nördlich des Liushi Shan liegt das Einzugsgebiet des Yurungkax, ein Zufluss des Tarim.
Trotz seiner nominell stattlichen Höhe von über 7000 m ist der Liushi Shan ein vergleichsweise unauffälliger Berg, was daran liegt, dass die umgebenden Gipfel Höhen von mehr als 6500 m erreichen und auch die Täler dazwischen auf über 6000 m Höhe liegen.

## Liushi Shan II
Der 6930 m hohe Nebengipfel Liushi Shan II (⊙) befindet sich 1,33 km nördlich des Hauptgipfels. Die Schartenhöhe beträgt 130 m.

## Liushi Shan III
Vom Liushi Shan II führt ein 1,43 km langer Berggrat nach Osten zum 6875 m hohen Liushi Shan III (⊙). Die Schartenhöhe beträgt 175 m.

## Besteigungsgeschichte
Der Liushi Shan wurde am 16. August 1986 durch eine japanische Expedition über den Ostgrat von Süden her erstbestiegen. Die Erstbesteigergruppe bestand aus Shinji Kobayashi, Shuya Nakashima, Tetsuya Baba, Yukimasa Numano und Masanori Sato. Am Folgetag erreichten Kunio Obata, Takeshi Murata, Yukiko Kukuzawa, Mitsuhiro Sugawara, Shigeru Masuyama und Keijiro Hayasaka den Gipfel.